# JPMorgan Chase Tower (Houston)
JPMorganChase Tower è un grattacielo di Houston, negli Stati Uniti. Progettato dall'architetto Ieoh Ming Pei, è stato completato nel 1982.
È l'edificio più elevato del Texas e l'edificio a pianta pentagonale più elevato del mondo.

## Uragano Ike
Il 13 settembre 2008 è stato colpito dall'uragano Ike che ne ha danneggiato molte finestre.